# Melanie Palenik
Melanie Jaye Palenik, coniugata Simboli (Windsor, 30 marzo 1966), è un'ex sciatrice freestyle statunitense.

## Palmarès
| Anno | Manifestazione            | Sede        | Evento    | Risultato | Prestazione | Note  |
| ---- | ------------------------- | ----------- | --------- | --------- | ----------- | ----- |
| 1986 | Mondiali                  | Tignes      | Gobbe     | 10ª       | -           |       |
| 1986 | Mondiali                  | Tignes      | Salti     | 17ª       | -           |       |
| 1988 | Giochi olimpici invernali | Calgary     | Salti     | Oro       | 268.83      | [ 1 ] |
| 1989 | Mondiali                  | Oberjoch    | Combinata | Oro       | -           |       |
| 1989 | Mondiali                  | Oberjoch    | Salti     | Bronzo    | -           |       |
| 1989 | Mondiali                  | Oberjoch    | Gobbe     | 10ª       | -           |       |
| 1989 | Mondiali                  | Oberjoch    | Balletto  | 10ª       | -           |       |
| 1991 | Mondiali                  | Lake Placid | Gobbe     | 8ª        | -           |       |

## Coppe e meeting internazionali
1986-87
- Bronzo nella Coppa del mondo di combinata con 39 pt.
- Bronzo nella Coppa del Mondo di freestyle complessiva con 19 pt.

1987-88
- Bronzo nella Coppa del mondo di combinata con 46 pt.
- Bronzo nella Coppa del Mondo di freestyle complessiva con 21 pt.

1988-89
- Argento nella Coppa del mondo di combinata con 52 pt.
- Bronzo nella Coppa del Mondo di freestyle complessiva con 25 pt.
- Bronzo nella Coppa del Mondo di salti con 75 pt.